# Crucispora naucorioides
Crucispora naucorioides är en svampart som beskrevs av E. Horak 1971. Crucispora naucorioides ingår i släktet Crucispora och familjen Agaricaceae.   Inga underarter finns listade i Catalogue of Life.